# Colombianos, un acto de fe
Colombianos, un acto de fe es una película colombiana de 2004 dirigida y escrita por Carlos Fernández de Soto y protagonizada por Isabella Santodomingo, Helios Fernández, Ana María Kamper, Nicolás Montero, Juan Ángel, Cristina Villar, Roberto Escobar y Mauricio Aristizábal.

## Sinopsis
Sara es una médica bogotana que tiene que recibir a diario víctimas de la violencia en su ciudad. Cuando queda en embarazo empieza a preguntarse si dar a luz es la mejor opción ante la latente violencia que azota a Colombia. Finalmente decide no tener a su bebé y se lo cuenta a su familia y esposo. Cada persona que la rodea empieza a cuestionarse su propia vida tras la decisión de Sara.

## Reparto
- Isabella Santodomingo	es Sara Domínguez
- Helios Fernández es Osvaldo
- Ana María Kamper es Alba
- Nicolás Montero es el bebé
- Juan Ángel es Juan José
- Cristina Villar es Constanza